# Lilium pyrenaicum
Lilium pyrenaicum là một loài thực vật có hoa trong họ Liliaceae. Loài này được Gouan miêu tả khoa học đầu tiên năm 1773.